# 2226 (budynek)
2226 – biurowiec w Lustenau, zaprojektowany przez pracownię Baumschlager Eberle prowadzoną przez Dietmara Eberlego. W budynku bez wentylacji, klimatyzacji i ogrzewania utrzymuje się stała temperatura na poziomie 22–26 °C, a jedynym źródłem energii jest ciepło emitowane przez ludzi, komputery i lampy.
W 2016 r. budynek otrzymał nagrodę główną w międzynarodowym konkursie Wienerberger Brick Award.